# Trần Ngọc Oành
Trần Ngọc Oành (25 tháng 8 năm 1926 – 1979?) là kỹ sư người Việt Nam, từng là Tổng trưởng Bộ Công chánh và Giao thông dưới thời chính phủ Nguyễn Ngọc Thơ và Nguyễn Khánh, rồi về sau được bầu làm Thượng nghị sĩ qua hai nhiệm kỳ liên tiếp dưới thời Đệ Nhị Cộng hòa.

## Tiểu sử

### Thân thế và học vấn
Trần Ngọc Oành sinh ngày 25 tháng 8 năm 1926 tại Vĩnh Long, Nam Kỳ, Liên bang Đông Dương trong một gia đình điền chủ giàu có.
Hồi trẻ, ông sang Pháp du học và tốt nghiệp kỹ sư cầu đường Trường Ecole Nationale des Ponts et Chaussées tại Paris năm 1951.

### Sự nghiệp công chánh
Sau đó, ông trở về nước bắt đầu công tác trong ngành cầu đường trải qua các chức vụ như kỹ sư công chánh hãng Eiffel chi nhánh tại Sài Gòn, Tổng Thanh tra Tổng nha Ngân sách và Ngoại viện, Phó Giám đốc Công chánh, Trưởng Ban Thủy nông, Giám đốc Sở Thủy vận và Thủy nông. Ngoài ra, ông còn giảng dạy tại Trường Công chánh thuộc Trung tâm Quốc gia Kỹ thuật Phú Thọ từ năm 1955 đến năm 1960.

### Sự nghiệp chính trị
Từ năm 1960 đến năm 1963, ông là Quản trị viên chương trình Hệ thống Thủy điện Đa Nhim. Từ năm 1963 đến năm 1964, ông lần lượt giữ chức Tổng trưởng Bộ Công chánh và Giao thông trong cả hai nội các Nguyễn Ngọc Thơ và Nguyễn Khánh. Sau khi từ chức Tổng trưởng, ông chuyển sang làm Phó Tổng Giám đốc Công ty Đường Việt Nam vào tháng 12 năm 1964. Ngày 3 tháng 9 năm 1967, ông tham gia tuyển cử và đắc cử chức Nghị sĩ thuộc liên danh Đoàn kết để tiến bộ (Bạch Tượng) nhiệm kỳ 1967–1970. Sau đó, ông được đồng viện bầu làm Chủ tịch Ủy ban Ngân sách và Tài chánh Thuế khóa Thượng nghị viện (1967–1969) và Chủ tịch Ủy ban Kinh tế Thượng nghị viện (1970–1971). Ông vẫn tiếp tục có những đóng góp tích cực trong hoạt động nghị trường cho tới khi chính thể Việt Nam Cộng hòa sụp đổ vào cuối tháng 4 năm 1975.    

### Sau năm 1975
Sau biến cố 30 tháng 4 năm 1975, do là công chức cấp cao chế độ cũ nên chính quyền cộng sản đã đưa ông đi học tập cải tạo đến năm 1978 mới được trả tự do. Ít lâu sau ông tìm đường vượt biên bằng đường biển qua Thái Lan rồi kể từ đó mất tích luôn. Mãi về sau mới có tin tức cho biết ông bị chết đuối khi tàu chở người vượt biên bị lật úp lúc đang cập bến ở Malaysia vào khoảng cuối năm 1979.

## Đời tư
Trần Ngọc Oành là tín hữu Công giáo, lấy vợ tên là Trương Kim Lang, có với nhau 7 người con (3 trai, 4 gái).

## Đoàn thể
Ông từng là thành viên Hội Kỹ sư và Kỹ thuật gia Việt Nam, Tổng Thư ký Hiệp hội Pax Romana, Chủ tịch danh dự Hội Ái hữu Việt Nam – Nhật Bản, Chủ tịch danh dự Hội Tương tế Vĩnh Long và sau cùng là Phó Chủ tịch Hội Cựu Học sinh Liên Trường năm 1967.

## Tác phẩm
- Sức chịu của vật liệu (Strength of materials)[4]

## Vinh danh
- Kinh Tế Bội Tinh Đệ Nhị Hạng.[3]:165
- Tài Chánh Bội Tinh Đệ Nhất Hạng.[3]:165
- Công Chánh Bội Tinh Đệ Nhất Hạng.[3]:165
- Đệ Ngũ Đẳng Bảo Quốc Huân Chương[3]:165